# Domenico di Bartolo

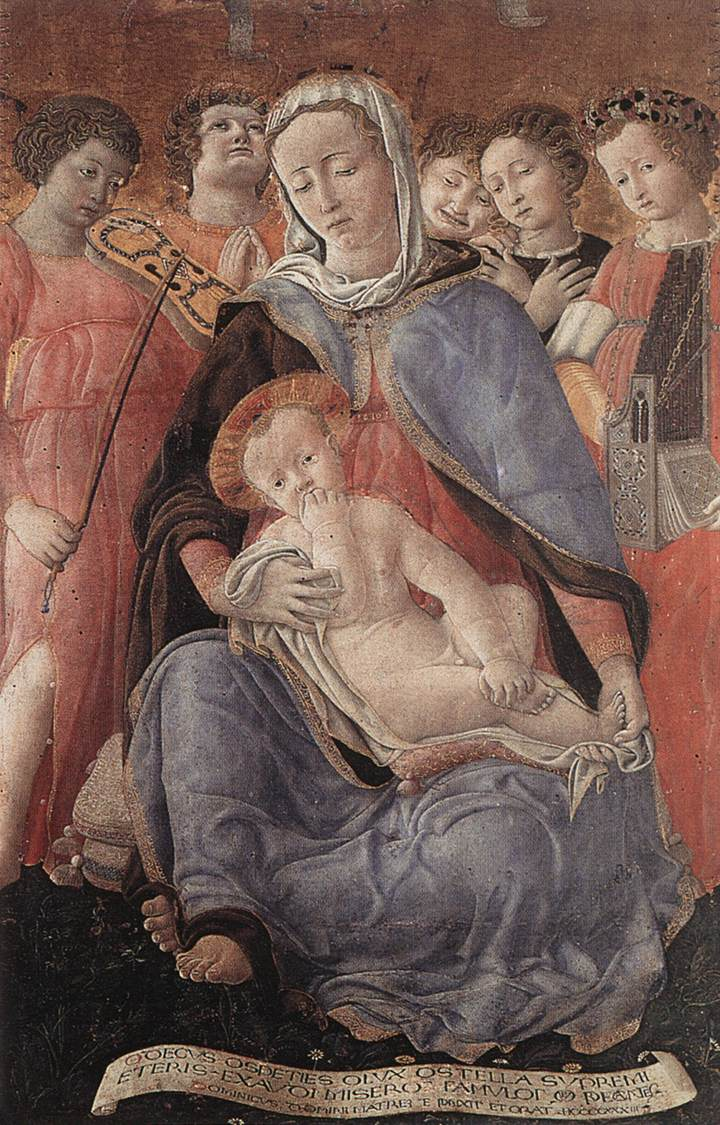
Madonna dell'Umiltà

Domenico di Bartolo (1400/1404 – 1445/1447) foi um pintor italiano da escola sienesa. 
Nasceu em Asciano e, de acordo com Giorgio Vasari, era sobrinho de Taddeo di Bartolo. Foi empregado por Vecchietta na elaboração da obra-prima O Cuidado com os Doentes, na Pellegrinaio do Ospedale di Santa Maria della Scala, em Siena. A obra mostra os abonados doadores visitando os doentes e um frade gordo ouvindo uma confissão. Em 1434, ele também pintou o afresco do painel Emperador Sigismund Entronado para a Catedral de Siena. Domenico morreu em Siena em 1445.
Suas obras podem ser encontradas na Galeria Nacional de Arte em Washington, na Pinacoteca Nazionale (Siena), Galleria Nazionale dell'Umbria e no Museu de Arte da Filadélfia. 